# Cục (tổ chức chính phủ Việt Nam)
Cục là tổ chức thuộc Bộ hoặc thuộc Tổng cục, thực hiện chức năng tham mưu, giúp Bộ trưởng quản lý nhà nước và tổ chức thực thi pháp luật đối với chuyên ngành, lĩnh vực thuộc phạm vi quản lý nhà nước của Bộ theo phân cấp, ủy quyền của Bộ trưởng, Tổng cục trưởng. Trường hợp Bộ quản lý cơ sở vật chất kỹ thuật theo hệ thống dọc từ Trung ương đến địa phương thì được thành lập cục thuộc Bộ để thực hiện chức năng quản trị nội bộ.

## Khái quát
Cục thuộc Bộ chỉ có một loại. Cục có tư cách pháp nhân, con dấu và tài khoản riêng; Cục trưởng được ban hành văn bản cá biệt, văn bản hướng dẫn chuyên môn, nghiệp vụ về chuyên ngành, lĩnh vực thuộc phạm vi quản lý của cục.
Việc thành lập cục phải đáp ứng các tiêu chí sau: Có đối tượng quản lý về chuyên ngành, lĩnh vực thuộc phạm vi quản lý nhà nước của Bộ theo quy định của pháp luật chuyên ngành; Được phân cấp, ủy quyền của Bộ trưởng để quyết định các vấn đề thuộc phạm vi quản lý nhà nước về chuyên ngành, lĩnh vực; Tổ chức hoạt động sự nghiệp dịch vụ công thuộc chuyên ngành, lĩnh vực.

## Tổ chức
- Phòng
- Văn phòng
- Thanh tra (nếu có)
- Chi cục (nếu có)
- Đơn vị sự nghiệp công lập (nếu có)

## Danh sách các Cục thuộc Bộ
| Bộ                                     | Cục thuộc Bộ |
| Bộ Ngoại giao                          | Cục Cơ yếu - Công nghệ thông tin Cục Lãnh sự Cục Lễ tân Nhà nước Cục Ngoại vụ Cục Quản trị Tài vụ |
| Bộ Nội vụ                              | Cục Văn thư và Lưu trữ nhà nước |
| Bộ Tư pháp                             | Cục Phổ biến, giáo dục pháp luật Cục Kiểm tra văn bản quy phạm pháp luật Cục Quản lý xử lý vi phạm hành chính và theo dõi thi hành pháp luật Cục Hộ tịch, quốc tịch, chứng thực Cục Trợ giúp pháp lý Cục Đăng ký quốc gia giao dịch bảo đảm Cục Bồi thường nhà nước Cục Bổ trợ tư pháp Cục Kế hoạch - Tài chính Cục Công nghệ thông tin                                                                                          |
| Bộ Kế hoạch và Đầu tư                  | Cục Quản lý đấu thầu Cục Phát triển doanh nghiệp Cục Đầu tư nước ngoài Cục Quản lý đăng ký kinh doanh Cục Kinh tế hợp tác |
| Bộ Tài chính                           | Cục Quản lý, giám sát chính sách thuế, phí và lệ phí Cục Quản lý công sản Cục Quản lý nợ và tài chính đối ngoại Cục Quản lý, giám sát bảo hiểm Cục Quản lý, giám sát kế toán, kiểm toán Cục Quản lý giá Cục Tin học và Thống kê tài chính Cục Tài chính doanh nghiệp Cục Kế hoạch - Tài chính |
| Bộ Công Thương                         | Cục Điều tiết điện lực Cục Công nghiệp Cục Điện lực và Năng lượng tái tạo Cục Phòng vệ thương mại Cục Xúc tiến thương mại Cục Công Thương địa phương Cục Xuất nhập khẩu Cục Kỹ thuật an toàn và Môi trường công nghiệp Cục Thương mại điện tử và Kinh tế số Cục Hóa chất |
| Bộ Nông nghiệp và Phát triển nông thôn | Cục Trồng trọt Cục Bảo vệ thực vật Cục Chăn nuôi Cục Thú y Cục Quản lý xây dựng công trình Cục Kinh tế hợp tác và Phát triển nông thôn Cục Chất lượng, Chế biến và Phát triển thị trường Cục Thủy lợi Cục Quản lý đê điều và Phòng, chống thiên tai Cục Lâm nghiệp Cục Kiểm lâm Cục Thủy sản Cục Kiểm ngư |
| Bộ Giao thông vận tải                  | Cục Đường bộ Việt Nam Cục Đường cao tốc Việt Nam Cục Hàng hải Việt Nam Cục Hàng không Việt Nam Cục Đường sắt Việt Nam Cục Đường thủy nội địa Việt Nam Cục Đăng kiểm Việt Nam Cục Quản lý đầu tư xây dựng |
| Bộ Xây dựng                            | Cục Kinh tế xây dựng Cục Quản lý hoạt động xây dựng Cục Giám định nhà nước về chất lượng công trình xây dựng Cục Phát triển đô thị Cục Hạ tầng kỹ thuật Cục Quản lý Nhà và thị trường bất động sản |
| Bộ Tài nguyên và Môi trường            | Cục Bảo tồn thiên nhiên và Đa dạng sinh học Cục Biển và Hải đảo Việt Nam Cục Biến đổi khí hậu Cục Chuyển đổi số và Thông tin dữ liệu tài nguyên môi trường Cục Đăng ký và Dữ liệu thông tin đất đai Cục Địa chất Việt Nam Cục Đo đạc, Bản đồ và Thông tin địa lý Việt Nam Cục Khoáng sản Việt Nam Cục Kiểm soát ô nhiễm môi trường Cục Quản lý tài nguyên nước Cục Quy hoạch và Phát triển tài nguyên đất Cục Viễn thám quốc gia |
| Bộ Thông tin và Truyền thông           | Cục Báo chí Cục Phát thanh, truyền hình và thông tin điện tử Cục Xuất bản, In và Phát hành Cục Thông tin cơ sở Cục Thông tin đối ngoại Cục Viễn thông Cục Tần số vô tuyến điện Cục Chuyển đổi số quốc gia Cục An toàn thông tin Cục Công nghiệp công nghệ thông tin và Truyền thông Cục Bưu điện Trung ương |
| Bộ Lao động - Thương binh và Xã hội    | Cục Quan hệ lao động và Tiền lương Cục Việc làm Cục Quản lý lao động ngoài nước Cục An toàn lao động Cục Người có công Cục Bảo trợ xã hội Cục Trẻ em Cục Phòng, chống tệ nạn xã hội |
| Bộ Văn hóa, Thể thao và Du lịch        | Cục Di sản văn hóa Cục Nghệ thuật biểu diễn Cục Điện ảnh Cục Bản quyền tác giả Cục Văn hóa cơ sở Cục Hợp tác quốc tế Cục Mỹ thuật, Nhiếp ảnh và Triển lãm Cục Thể dục thể thao Cục Du lịch Quốc gia Việt Nam |
| Bộ Khoa học và Công nghệ               | Cục Phát triển công nghệ và Đổi mới sáng tạo Cục Thông tin khoa học và công nghệ quốc gia Cục Phát triển thị trường và doanh nghiệp khoa học và công nghệ Cục An toàn bức xạ và hạt nhân Cục Sở hữu trí tuệ |
| Bộ Giáo dục và Đào tạo                 | Cục Quản lý chất lượng Cục Nhà giáo và Cán bộ quản lý giáo dục Cục Công nghệ thông tin Cục Hợp tác quốc tế |
| Bộ Y tế                                | Cục Khoa học công nghệ và Đào tạo Cục Y tế dự phòng Cục Phòng, chống HIV/AIDS Cục Quản lý Môi trường y tế Cục Quản lý Khám, chữa bệnh Cục Quản lý Y, Dược cổ truyền Cục Quản lý Dược Cục An toàn thực phẩm Cục Cơ sở hạ tầng và Thiết bị y tế Cục Dân số |

## Danh sách các Cục thuộc Tổng cục
| Tổng cục                                | Cục |
| Tổng cục Thuế                           | - Cục Thanh tra - Kiểm tra thuế - Cục Thuế doanh nghiệp lớn - Cục Công nghệ Thông tin - Cục Kiểm tra nội bộ; Giải quyết khiếu nại, tố cáo và Phòng chống tham nhũng - Cục Thuế các tỉnh, thành phố trực thuộc Trung ương |
| Tổng cục Hải quan                       | - Cục Giám sát quản lý về hải quan - Cục Thuế xuất nhập khẩu - Cục Điều tra chống buôn lậu - Cục Kiểm tra sau thông quan - Cục Tài vụ - Quản trị - Cục Quản lý rủi ro - Cục Kiểm định hải quan - Cục Công nghệ thông tin và Thống kê hải quan - Cục Hải quan tỉnh, thành phố gồm: thành phố Hà Nội, Thành phố Hồ Chí Minh, thành phố Đà Nẵng, thành phố Hải Phòng, thành phố Cần Thơ, An Giang, Bà Rịa - Vũng Tàu, Bắc Ninh, Bình Định, Bình Dương, Bình Phước, Cà Mau, Cao Bằng, Đắk Lắk, Đồng Nai, Đồng Tháp, Điện Biên, Gia Lai - Kon Tum, Hà Giang, Hà Tĩnh, Kiên Giang, Khánh Hòa, Lạng Sơn, Lào Cai, Long An, Nghệ An, Quảng Bình, Quảng Nam, Quảng Ninh, Quảng Ngãi, Quảng Trị, Tây Ninh, Thanh Hóa, Thừa Thiên Huế |
| Bộ Nội vụ                               | Cục Văn thư và Lưu trữ nhà nước |
| Tổng cục Dự trữ Nhà nước                | - Cục Công nghệ thông tin, thống kê và Kiểm định hàng dự trữ - Cục Dự trữ Nhà nước các khu vực: Hà Nội, Tây Bắc, Hoàng Liên Sơn, Vĩnh Phú, Bắc Thái, Hà Bắc, Hải Hưng, Đông Bắc, Thái Bình, Hà Nam Ninh, Thanh Hóa, Nghệ Tĩnh, Bình Trị Thiên, Đà Nẵng, Nghĩa Bình, Nam Trung Bộ, Bắc Tây Nguyên, Nam Tây Nguyên, Đông Nam Bộ, thành phố Hồ Chí Minh, Cửu Long, Tây Nam Bộ |
| Tổng cục Quản lý thị trường             | Cục Nghiệp vụ quản lý thị trường |
| Tổng cục Thống kê                       | - Cục Thu thập dữ liệu và Ứng dụng công nghệ thông tin thống kê - Cục Thống kê tại các tỉnh, thành phố trực thuộc trung ương |
| Tổng cục Giáo dục nghề nghiệp           | Cục Kiểm định chất lượng giáo dục nghề nghiệp |
| Tổng cục Thi hành án dân sự             | Cục Thi hành án dân sự ở các tỉnh, thành phố trực thuộc Trung ương |
| Tổng cục Tiêu chuẩn Đo lường Chất lượng | Cục Quản lý chất lượng sản phẩm, hàng hóa |